# Una historia de amor
Una historia de amor es una película dramática española de 1967 dirigida por Jorge Grau y protagonizada por Simón Andreu, Teresa Gimpera y Serena Vergano, entre otros.

## Argumento
Daniel y María son un joven matrimonio que esperan a su primer hijo. Con ellos vive Sara, la hermana de María, para ayudarles en los primeros momentos de nacimiento del bebé. Pero Sara aún está enamorada de Daniel, aunque intenta olvidarlo saliendo con otros hombres. María descubre el amor de Sara por Daniel, cosa que provoca una tensión extraña entre los dos. Pero al mismo tiempo Daniel descubre que se siente atraído por Sara. Por otro lado, los dos aman a María y ninguno de los dos quiere hacerle daño.

## Reparto
- Simon Andreu ... 	Daniel
- Serena Vergano ... Sara
- Teresa Gimpera ... María
- Yelena Samarina ... Vecina
- José Franco ... Editor
- Félix de Pomés ... Viejo verde
- Adolfo Marsillach ... Gómez
- Rafael Anglada
- José Carlos Plaza
- Luis Induni ... Médico
- Carles Lloret ... Contable del periódico
- Núria Feliu ... Cantante

## Comentarios
Se convirtió en película de culto, según Fotogramas, "por su simplicidad, su condición de obra bien hecha y su ausencia de pretensiones, narrando una historia mínima encuadrada en un contexto determinado".

## Premios y distinciones
Festival Internacional de Cine de San Sebastián
| Año  | Categoría                         | Persona        | Resultado |
| ---- | --------------------------------- | -------------- | --------- |
| 1967 | Concha de Plata a la mejor actriz | Serena Vergano | Ganadora  |